# Casa Jorge de Lima
A Casa Jorge de Lima é uma construção do início do século XX, localizada na atual Praça Visconde de Sinimbu, 91, Centro de Maceió, em Alagoas. A origem de seu nome remete ao poeta, romancista, médico e tradutor brasileiro, Jorge de Lima (1893—1953), que morou no local de 1902 até 1908, quando se mudou para Salvador para cursar medicina. Atualmente sedia a Academia Alagoana de Letras em razão da importância que este monumento tem para a cidade de Maceió e para a literatura de Alagoas, pois foi o local onde Jorge de Lima morou e escreveu seus primeiros poemas.

## Tombamento
A Casa Jorge de Lima está tombada pela Secretaria de Estado da Cultura - SECULT-AL por meio do Decreto Nº 2.393, de 24/01/2005, Processo de Tombamento: SGC 1101 - 621/2000, inscrição no Livro de Tombo nº 2 - Edifícios e Monumentos Isolados.

## Histórico

### Academia Alagoana de Letras
Fundada no ano de 1919 por Amphilóphio de Oliveira Mello, que usava o pseudônimo Jayme de Altavila, a entidade literária surgiu da ideia de reunir escritores e intelectuais alagoanos. Inicialmente a Academia se instalou no prédio construído em 1879 para ser o Grupo Escolar D. Pedro II, localizado na Praça Marechal Deodoro em Maceió.
A Casa Jorge de Lima foi doada à AAL pela Prefeitura de Maceió, em 2004 por iniciativa de Ib Gatto, presidente da instituição na época, que convenceu a então prefeita Kátia Born e os vereadores da transferência da posse. O prédio em ruínas foi reformado de acordo com o projeto original pela arquiteta Gardênia Nascimento e a engenheira Fátima Melo. Assim, no dia 15 de dezembro de 2008 a instituição foi inaugurada definitivamente no local, permanecendo até a atualidade.

### Acervo da Casa Jorge de Lima
Além de sediar a academia, a Casa Jorge de Lima mantêm exposições permanentes, a primeira sala traz os versos Rio São Francisco ilustrados pelas fotografias do artista alagoano Celso Brandão. No decorrer da exposição, também são encontrados os versos de Acendedor de Lampiões e O mundo de Jorge de Lima, com versos lúdicos do que conta a vida do escritor detalhada em linha cronológica. Na escadaria estão expostos os versos de Mundo do Menino Impossível escritos por Jorge Lima ainda criança. Parte do acervo foi doado pela família do poeta como o busto de Jorge de Lima, feito pelo artista Bruno Giorgi e sua mesa de trabalho. A Academia Alagoana de Letras adquiriu um dos seus quadros, com a figura de São Jorge,e a escrivaninha que pertenceu ao poeta.